# Real Alternative
Real Alternative是一個用於Microsoft Windows作業系統的編解碼器安裝包，由KL Software開發，使用了開源視訊濾光器Real Media Splitter及RealMedia視訊编解码器。該編解碼器可在沒有安裝RealPlayer的情況下播放RealMedia檔案，且可用於任何使用DirectShow的媒體播放器，如包含在安裝包內的Media Player Classic。
Real Alternative與許多免費的編解碼器安裝包同梱。由於RealPlayer令用戶感到不滿，因此有些人較為喜歡使用Real Alternative。

## 合法性
據RealNetworks表示該編解碼器安裝包並不合法，由於RealNetworks擁有RealMedia編解碼器的版權，而RealNetworks並沒有授權KL Software使用其編解碼器。
2010年，RealNetworks起訴了26歲的荷蘭網站管理員Hilbrand Edskes非法地在他自己的網站上提供了Real Alternative編解碼器的超連結，並聲稱Real Alternative是反向工程編解碼器。2011年11月，RealNetworks對Edskes的訴訟被駁回，RealNetworks因而被判向他賠償48,000歐元，但此案件使Edskes已損失了66,000歐元的律師費。

## 功能限制
Real Alternative功能上有所限制，例如不能播放RealVideo 10與RealAudio 5.0等較新的RealMedia檔案，.smi及.smil檔案只能播放片段的第一部份，除了Media Player Classic外，RealTime Stream Protocol（rtsp://）不能於其他DirectShow媒體放器中播放。

## 另見
- RealPlayer
- Helix
- QuickTime Alternative
- Winamp Alternative
- Media Player Classic
- K-Lite